# Каппокуин
Каппокуин (англ. Cappoquin; ирл. Ceapach Choinn) — деревня в Ирландии, находится в графстве Уотерфорд (провинция Манстер) у трасс N72 и R669.
Местная железнодорожная станция была открыта 12 августа 1878 года и закрыта 27 марта 1967 года.

## Демография
Население — 740 человек (по переписи 2006 года). В 2002 году население составляло 756 человек.
Данные переписи 2006 года:
| Общие демографические показатели |               |                               |                               |      |      |
| Всё население                    | Всё население | Изменения населения 2002—2006 | Изменения населения 2002—2006 | 2006 | 2006 |
| 2002                             | 2006          | чел.                          | %                             | муж. | жен. |
| 756                              | 740           | −16                           | −2,1                          | 368  | 372  |